# Szent Ilona-i font
A Szent Ilona-i font (angolul: Saint Helena pound) Szent Ilona brit tengerentúli terület (és szigetcsoport) hivatalos pénzneme. Valamennyi érmén és bankjegyen II. Erzsébet királynő portréja látható fő motívumként. A Szent Ilona-i font egyenértékű a font sterlinggel, mellyel szabadon átváltható. A kibocsájtó a helyi kormányzóság (Government of St. Helena).

## Bankjegyek
2004-ben bemutatták a 10 és 20 fontos bankjegyek új sorozatát, amelyet a De La Rue Banknote and Engraving Company gyártott. A bankjegyeket újratervezték, és újabb biztonsági funkciókat tartalmaz.
| Névérték | Méret | Szín   | Leírás                     | Leírás             | Dátumok   | Dátumok    | Dátumok     |
| Névérték | Méret | Szín   | Előoldal                   | Hátoldal           | nyomtatás | kibocsátás | visszavonás |
| -------- | ----- | ------ | -------------------------- | ------------------ | --------- | ---------- | ----------- |
| 5 font   | ?     | kék    | II. Erzsébet brit királynő | Szent Ilona címere | 1999      | 1999       | forgalomban |
| 10 font  | ?     | zöld   | II. Erzsébet brit királynő | Szent Ilona címere | 2004      | 2004       | forgalomban |
| 20 font  | ?     | szürke | II. Erzsébet brit királynő | Szent Ilona címere | 2004      | 2004       | forgalomban |